# Anopheles rivadeneirai
Anopheles rivadeneirai är en tvåvingeart som beskrevs av Levi-castillo 1945. Anopheles rivadeneirai ingår i släktet Anopheles och familjen stickmyggor.
Artens utbredningsområde är Ecuador. Inga underarter finns listade i Catalogue of Life.